# Großaufnahme leicht retuschiert
Großaufnahme leicht retuschiert ist ein Entwicklungs- und Familienroman der DDR-Schriftstellerin Marianne Bruns. Er erschien 1973 im Mitteldeutschen Verlag Halle-Leipzig; bis 1982 erschienen vier weitere Auflagen.

## Erzählsituation
Die Ich-Erzählerin des Romans, Doris Halank, arbeitet als Übersetzerin aus dem Schwedischen und Englischen. Sie wird von Havelock, einem mit ihr befreundeten und von ihr übersetzten englischen Autor gebeten, ihm etwas über das Leben ihrer Tochter Henny zu erzählen. Sie holt weit aus, beginnend mit Hennys früher Kindheit in den 1930er Jahren, bis zur Gegenwart in den 1970er Jahren. Auch erzählt sie von Freunden und Familienmitgliedern, die Hennys Leben beeinflusst haben.
Die Erzählerin betont, objektiv berichten zu wollen, zweifelt aber gleichzeitig ihre Fähigkeit dazu sowie ihre eigenen Erinnerungen an. Die Form des brieflichen Berichts wird dem Leser immer wieder in Erinnerung gerufen, z. B. wenn selten verwendete Wörter für den Engländer Havelock erklärt werden oder wenn sie ihre momentane Schreibsituation schildert. Der Titel kann als Metapher dieser Erzählsituation zwischen angestrebter Objektivität und Genauigkeit („Großaufnahme“) und unvermeidlicher Subjektivität („leicht retuschiert“) verstanden werden.

## Handlung
Doris Halank wächst in einem liberalen bürgerlichen Elternhaus auf. Als junge Frau in den 1920er Jahren heiratet sie einen Bahnbeamten und bekommt mit ihm zwei Kinder, Robert und Henny. Die Ehe ist nicht glücklich, Doris empfindet ihren Mann als langweilig und desinteressiert. Die Kinder genießen viele Freiheiten, später wird Henny jedoch ihrer Mutter vorwerfen, sich in der Arbeit als Übersetzerin vergraben und nicht genug um ihre Erziehung gekümmert zu haben. So habe Doris nicht mitbekommen, dass Robert als Jugendlicher immer mehr von der Nazi-Ideologie beeinflusst wurde.
Doris’ Mann wird zum Kriegsdienst eingezogen und fällt 1942 in der Ukraine. Als auch ihr über alles geliebter Sohn Robert als 17-Jähriger eingezogen wird und später fällt, zieht Doris mit Henny in ihre Heimatstadt zurück. Der Name der Stadt wird nicht genannt, aufgrund der Beschreibungen (z. B. der Bombardierung) ist aber Dresden zu erkennen. Sie ziehen zu Doris’ Schwester, die am Tag nach der Bombardierung Dresdens getötet wird, als englische Flieger aus der Stadt fliehende Menschen angreifen.
In den Nachkriegsjahren beginnt eine enge Freundschaft zu dem Arbeiter-Ehepaar Paul und Elsbeth Heinze und deren kleinem Sohn Kurt. Die Heinzes sind überzeugte Sozialisten, auch die politische Haltung von Doris und Henny wird durch sie entscheidend geprägt.
In Hennys Jugendjahren wird sie durch den Journalisten und Musikliebhaber Magnus Arnstetten, genannt M.A., in das kulturelle Leben eingeführt und beginnt, sich für Literatur, Theater und Musik zu begeistern. Sie fühlt sich geschmeichelt von der Aufmerksamkeit des viel älteren Herrn. Als sie jedoch merkt, dass sich auch zwischen ihm und Doris eine engere Beziehung anbahnen könnte, bricht sie den Kontakt zu ihm sofort ab.
Ein Klassenkamerad namens Steffen Konitz ist unglücklich in Henny verliebt. Eines Tages beobachtet er an einem See, wie Henny dort mit einem anderen Schulfreund, Harald Holthausen, schwimmen geht. Er glaubt, Harald würde Henny untertauchen, und springt ins Wasser, um sie zu verteidigen. Steffen ist nicht nur eifersüchtig auf Harald, sondern glaubt auch, dass er und seine Familie politisch unzuverlässig seien, bezeichnet sie als „Klassenfeinde“. Kurz darauf ist Haralds Familie verschwunden – offensichtlich in den Westen.
Henny macht ihr Abitur und beginnt ein Chemiestudium. Auf einem Kostümfest lernt sie Manfred kennen – die beiden heiraten schon wenige Monate später. Manfred ist Ingenieur in dem Stahlwerk, in dem auch Paul arbeitet. Er ist beruflich sehr erfolgreich, und als Henny schwanger wird, bricht sie ihr Studium ab, um ganz für ihre Familie da zu sein – trotz der in der DDR geltenden sozialen Norm der berufstätigen Mutter. Sie bekommen drei Kinder: Thomas (genannt Thoms), Elga und Matthias (genannt Maxe). Manfred kauft ein Grundstück mit einer kriegszerstörten Villa und lässt ein neues Haus darauf bauen, in dem auch Doris wohnen wird. Später kauft die Familie noch ein Ferienhaus an der Ostsee, in dem sie jeden Sommer verbringen.
Henny geht voll in ihrem Familienleben auf, kümmert sich fürsorglich um das Haus, ihre Kinder und um Manfred, der beruflich oft unterwegs ist, nebenher ist sie auch gesellschaftlich aktiv. Ihr ältester Sohn Thoms ist sehr verschlossen, hat kaum Freunde und wirkt unglücklich. Man empfiehlt ihr einen Psychotherapeuten, und dieser ist ausgerechnet ihr alter Verehrer Steffen Konitz. Dieser ist inzwischen ebenfalls verheiratet und hat eine kleine Tochter. Er kann Thoms dabei helfen, etwas offener zu werden. Steffens Frau stirbt kurze Zeit später an Krebs.
In dem Sommer, als Thoms sein Abitur und Elga ihren 10.-Klasse-Abschluss macht, fährt die Familie wieder in das Ferienhaus an der Ostsee, Manfred kann aber wegen einer Geschäftsreise erst später nachkommen. Thoms will trotz eines Gewitters im Meer schwimmen, Henny hat Angst um ihn und schwimmt ihm nach. Daraufhin kommt es zum Streit: Thoms wirft ihr vor, übermäßig fürsorglich zu sein und nicht zu akzeptieren, dass er inzwischen erwachsen sei. Überhaupt wolle er nicht mehr den Urlaub mit der Familie verbringen und nach dem bald anstehenden Wehrdienst sein Elternhaus so bald wie möglich verlassen. Daraufhin eröffnet auch Elga, dass sie aus der zu „perfekten“ Familie raus möchte: Sie hat sich um einen Ausbildungsplatz als Stenotypistin in Frankfurt/Oder bemüht, anstatt wie geplant diesen Beruf im Stahlwerk des Vaters zu lernen. Und auch Maxe, der Jüngste, gibt nun zu, dass er statt des Ostseeurlaubs viel lieber mit seinen Freunden vom Segelflieger-Verein in ein Ferienlager gefahren wäre. Henny, die sich immer um ein idyllisches Familienleben bemüht hat, ist wie vor den Kopf gestoßen. Am nächsten Tag reisen alle drei Kinder ab, und Manfred hat sich noch nicht gemeldet.
Maxe hat einen etwas älteren Freund bei den Segelfliegern, den er sehr bewundert. Doris hat eine Ahnung, die beiden Jungen könnten sich im Ferienlager sexuell näherkommen (was sich aber später als unbegründet herausstellt). Henny fährt nach Hause zurück, um Steffens Meinung als Psychologe dazu zu erfahren. In der Nacht kommt überraschend Manfred nach Hause, in einem schwarzen Anzug. Er bricht zusammen und gesteht, dass er seit Jahren eine Affäre mit einer Frau in Berlin hat. Vor vier Jahren hat die Frau einen Sohn bekommen, den sie aber allein aufziehen wollte, um Manfreds Ehe nicht zu gefährden. Und nun kommt er gerade von der Beerdigung dieses Jungen, der von einem Lastwagen überfahren wurde. Manfred macht sich schwere Vorwürfe, und Henny sagt, er könne erstmal zu der Frau zurückgehen, um sie in dieser Situation nicht allein zu lassen.
Doris, immer noch an der Ostsee, bekommt per Telegramm die Nachricht, dass Paul Heinze gestorben ist. Sie reist zur Beerdigung an, wundert sich, dass Manfred nicht da ist, und erfährt erst dann von dessen Affäre. Steffen gesteht Doris, dass er Henny immer noch liebt und sie heiraten würde, sollte sie sich von Manfred trennen. Henny zieht dies in Betracht, auch überlegt sie, doch noch – mit Anfang 40 – einen Beruf zu ergreifen.
Doris fährt an die Ostsee zurück, wo ein paar Tage später Manfred auftaucht. Er bereut, nochmal nach Berlin gefahren zu sein. Als seine Geliebte erfuhr, dass er nur gekommen sei, um sie zu trösten, und nicht dauerhaft bleiben wolle, erlitt sie einen Nervenzusammenbruch und musste in eine Nervenklinik gebracht werden. Doris macht ihm Vorwürfe: Da er Henny nicht geschrieben hat, war sie die ganze Zeit im Unklaren darüber, ob er überhaupt wiederkommt.
Manfred fährt nach Hause zu Henny, während Doris den Herbst an der Ostsee verbringt. Aus Briefen erfährt sie, dass die beiden zusammen bleiben wollen, ihr bisher ungetrübtes Glück sich aber nicht wieder eingestellt hat. Sie bauen das nun viel zu große Haus um, um die Hälfte vermieten zu können, und Henny hat ein Studium begonnen.

## Intention
Bruns beschrieb ihre Intention: „Mein Glück besteht darin, ein Thema gefunden zu haben, das gerade auch auf der 6. Tagung des ZK der SED den Schriftstellern ans Herz gelegt wurde: die Darstellung des Einflusses der Arbeiterklasse auf alle Klassen und Schichten unserer Republik bis ‚in die Verästelungen und Auswirkungen auf das scheinbar privateste Schicksal‘ hinein. Und gerade das habe ich in diesem Roman versucht – die Freundschaft zwischen der Arbeiterfamilie und den Intellektuellen wirkt wesentlich mit an dem steten Hineinwachsen der letzteren in unsere Gesellschaft.“

## Rezeption
In der Sächsischen Zeitung meinte Gerhart Dittmann, die Berichterstatterin dränge sich „immer wieder selbst in den Vordergrund“ und hole „Figuren vom Rande so in die Bildmitte […], daß Henny bisweilen verdeckt wird oder sogar zeitweilig aus dem Bild verschwindet“. Gleichzeitig verdränge „die Darlegung von Sachverhalten immer stärker die Übermittlung von Geschehnissen und Ereignissen“. „Über weite Strecken“ ergäbe sich eine „doch etwas unterbelichtete ‚Großaufnahme‘“.
Die an Ereignissen und Charakteren „prallvolle“ Familiengeschichte sei beeindruckend, schrieb Susanne Kühn in der Berliner Zeitung. Sie sei „übersichtlich erzählt“ und „jedes Detail […] streng nach seiner Funktion ausgewählt“.

## Verwendete Ausgabe
- Marianne Bruns: Großaufnahme leicht retuschiert. Roman. Mitteldeutscher Verlag Halle-Leipzig, 1982 (5. Aufl.).